# ألفرد جي. وارد
ألفرد جي. وارد (بالإنجليزية: Alfred G. Ward)‏ هو ضابط أمريكي، ولد في 29 نوفمبر 1908 في موبيل في الولايات المتحدة، وتوفي في 3 أبريل 1982 في بيريفيل في الولايات المتحدة.